# Kontainer Kats
Kontainer Kats est une web-série de fiction franco-belge créée par Valérie Lemaître, réalisée par Michelangelo Marchese et produite par AOMYS, K'IEN Productions et France Télévisions. La série est lauréate de l'appel à projets de 2012 "Femmes d'aujourd'hui" lancé par Studio 4.0, la plateforme de webséries de France Télévisions. 
La première saison (12 épisodes) est apparue le 3 mars 2014 sur le site du Studio 4.0 et sur YouTube.
La série est également visible sur Allociné dans la rubrique Webséries.

## Synopsis
Les Kats, c'est une bande de bras cassés qui braquent une banque. Enfin qui braquent – qui prévoient de braquer une banque. 
Les Kats, ce sont cinq femmes qui décident de se réunir deux fois par semaine pour préparer un casse, comme si le braquage se prenait en cours du soir. Elles sont toutes plus ou moins au bout du rouleau, aux abois. On peut voir ça comme une rébellion contre leur destin, contre la pauvreté – et on aurait pas tort. Mais le cœur de leur raisonnement reste assez simple : elles se disent qu'il faut aller chercher l'argent là où il se trouve. Dans les banques.
Comme mine de rien elles en touchent pas une en matière de Bonnie and Clyde, elles décident de s'y prendre pas à pas, de décortiquer l'art du hold-up. Chaque réunion est l'occasion d'appréhender un aspect du grand puzzle. Elles ne lésinent pas sur toutes les étapes qui les séparent du casse parfait. Des petits cours d'arnaque et de vol à l'étalage pour pouvoir se payer des armes – aux séances de tir – en abordant comment obtenir quelque chose par la peur – et en s'entraînant en environnement minuté – tout y passe.

## Distribution
Kontainer Kats a été écrite par Valérie Lemaître et réalisée par Michelangelo Marchese .
| Acteurs              | Personnages       |
| -------------------- | ----------------- |
| Valérie Lemaître     | Jo                |
| Muriel Bersy         | Angèle            |
| Monia Douieb         | Aïcha             |
| Françoise de Gottal  | Chen              |
| Marie-Hélène Remacle | Marie-Pascale     |
| Jean-Luc Couchard    | Alfonso           |
| Patrick Descamps     | Jacques           |
| Philippe Résimont    | Frankie le Phallo |
| Patrick Ridremont    | Pierrot la Cible  |
| Gérald Wauthia       | Serge             |
| Lionel Béréni        | Rudy              |
| Patrice Guillain     | Sam               |
| Pablo Prévost        | Johnny            |

## Production
Kontainer Kats a été tournée à Colombes entre octobre et novembre 2013.
La série a été à la fois conçue pour le web qui est sa première fenêtre de diffusion (printemps 2014) et pour la télévision (automne 2014).